# تشارلي بوسويل
تشارلي بوسويل (بالإنجليزية: Charley Boswell)‏ هو لاعب كرة قدم أمريكية أمريكي، ولد في 22 ديسمبر 1916، وتوفي في 22 أكتوبر 1995.